# Terrorisme d'extrême gauche

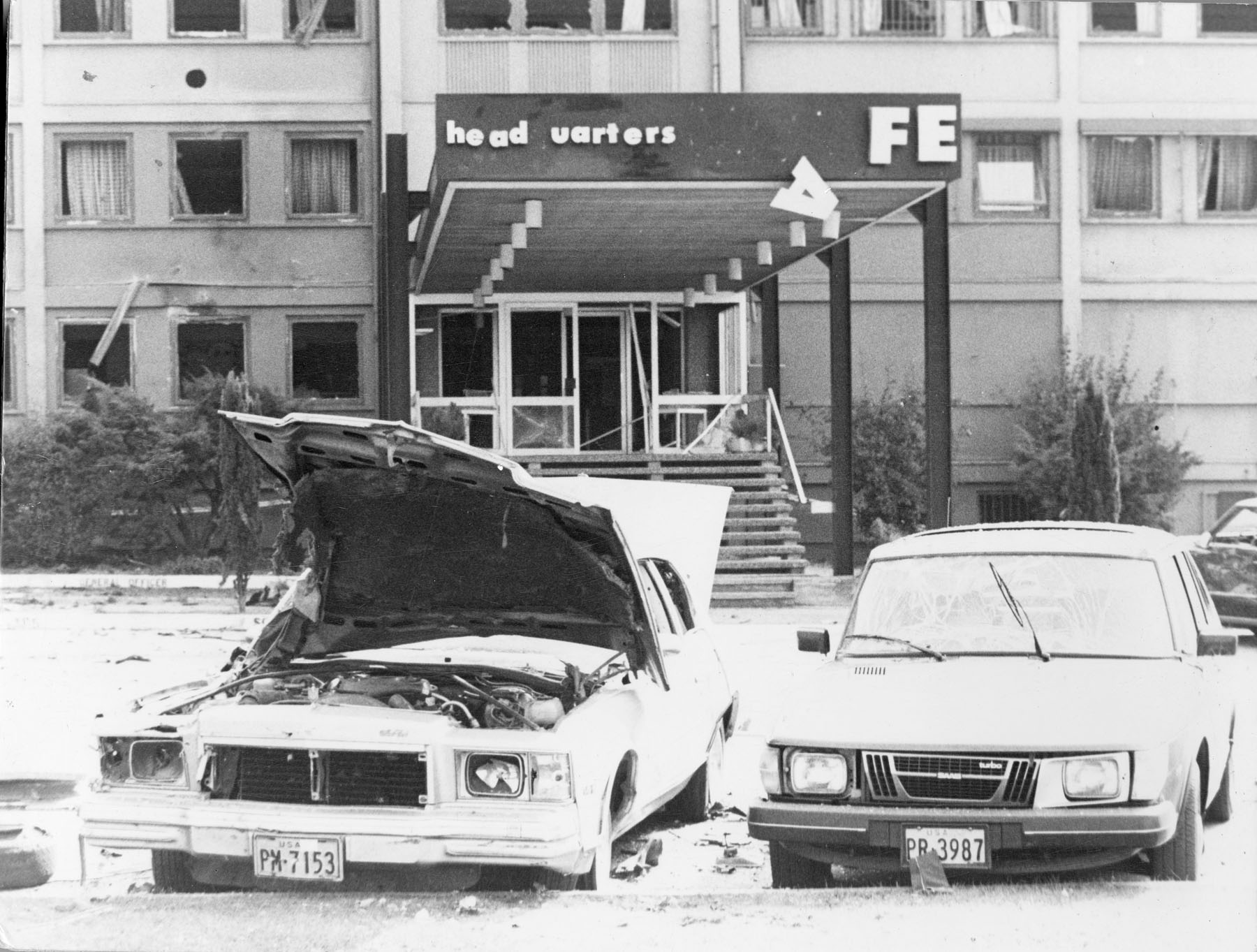
Dégâts de l'explosion causée par la Fraction armée rouge à la base aérienne de Ramstein (1981)

Le terrorisme d'extrême gauche est un terrorisme motivé par des idéologies d'extrême gauche, commis dans le but de renverser les systèmes capitalistes actuels et de les remplacer par des sociétés communistes ou socialistes. Le terrorisme d'extrême gauche peut également se produire dans des États déjà socialistes, sous la forme d'actions criminelles contre le gouvernement en place.
La majorité des groupes terroristes d'extrême gauche sont nés au lendemain de la Seconde Guerre mondiale et ont été principalement actifs pendant la guerre froide. La plupart des groupes terroristes d'extrême gauche qui avaient opéré dans les années 1970 et 1980 ont disparu au milieu des années 1990. L'Organisation révolutionnaire grecque du 17 novembre (17N), qui a existé jusqu’en 2002, constitue une exception. Depuis lors, le terrorisme d'extrême gauche est relativement mineur dans le monde occidental en comparaison avec d’autres formes de terrorisme. Les actions prises sont principalement menées par des groupes insurgés dans les pays en développement.

## Idéologie
Les groupes et individus terroristes d'extrême gauche ont été influencés par divers courants communistes et socialistes, dont le marxisme. Narodnaïa Volia, une organisation politique socialiste révolutionnaire du XIXe siècle et un groupe terroriste de gauche opérant dans l'Empire russe qui a tué le tsar Alexandre II de Russie en 1881 et a développé le concept de « propagande par le fait », est considéré comme une influence majeure.
Selon Sarah Brockhoff, Tim Krieger et Daniel Meierrieks, alors que le terrorisme d'extrême gauche est motivé par des idéologies, le terrorisme nationaliste-séparatiste est motivé par des raisons ethniques. Ils soutiennent que l’objectif révolutionnaire du terrorisme de gauche n’est pas négociable alors que les terroristes nationalistes sont prêts à faire des concessions. Ils suggèrent que la rigidité des revendications des terroristes d'extrême gauche pourrait expliquer leur manque de soutien par rapport aux groupes nationalistes. Néanmoins, de nombreux membres de la gauche révolutionnaire ont fait preuve de solidarité envers les groupes nationalistes employant le terrorisme, tels que les nationalistes irlandais, l'Organisation de libération de la Palestine et les Tupamaros sud-américains, les considérant comme engagés dans une lutte mondiale contre le capitalisme.
David Brannan écrit que les terroristes et les insurgés d'extrême gauche ont tendance à ne pas se lancer dans des attaques aveugles contre le public, car cela va non seulement à l'encontre des idéaux socialistes qu'ils défendent en tant que protecteurs de la classe ouvrière, mais ils ne veulent pas non plus s'aliéner de larges pans de la population active, car ces organisations et individus cherchent à obtenir leur soutien. D'autres chercheurs soutiennent que le terrorisme de gauche ne frappe peut-être pas moins sans discernement que son homologue de droite,,.